# Stagonopleura oculata
Stagonopleura oculata е вид птица от семейство Estrildidae.

## Разпространение
Видът е разпространен в Австралия.